# Antonio M. Battro
Antonio M. Battro (Mar del Plata, 2 de junho de 1936) é um médico, pedagogo e psicólogo argentino.
Graduado em medicina pela Universidade de Buenos Aires, em 1957, e doutorado em medicina pel mesma universidade, em 1985. Doutorado em psicologia pela Universidade de Paris, em 1961, com licenciatura em Lógica Matemática pela Universidade de Friburgo, em 1961.
É membro do Centro Internacional de Epistemología Genética da Universidade de Genebra. Foi diretor da "Escola de Estudos Avançados" do "Laboratório de Psicologia Experimental" da Pontifícia Academia das Ciências, e professor visitante na Universidade Harvard.

## Condecorações
- 1969 - Prêmio Daniel Goytía, Associação Argentina para o Progresso da Ciência
- 1970 - Prêmio Nacional de Ciências do Ministério de Educação da Argentina
- 1979 - Prêmio Mira y López, Fundação Getúlio Vargas do Rio de Janeiro
- 1985 - Prêmio Laurel de Plata, Rotary Club de Buenos Aires
- 1986 -Prêmio Konex
- 1987 - Distinção de honra Fendim, Federação Argentina de Entidades Assistenciais ao Deficiente Mental

## Bolsas
- Bolsa Guggenheim
- Fundação Fulbright
- Fundação Eisenhower

## Obras
Fundou o Centro de Investigações Filosóficas (CIF). É membro da Academia Nacional de Educação.

### Livros
- Dictionnaire d´ épistémologie génétique. Presses Universitaires de France. 1966
- El pensamiento de Jean Piaget: : psicología y epistemología. Emecé. Bs As. 381 pp. 1969
- Diccionario de epistemología genética. Proteo, Bs As, 1970 & Centro Editor. Bs As 1981
- Psicologismo y epistemología genética. Psicología y epistemología genéticas : temas piagetianos. Buenos Aires : Proteo, 1970. p. 55-62
- Manual práctico de psicología moderna. Emecé. Bs As. 1971
- Diccionario Terminológico de Jean Piaget. Pioneira. São Paulo. 1978
- Battro, AM; Cruz Fagundes, L. El niño y el semáforo. Emecé. Bs As. 1979
- Computación y aprendizaje especial. Aplicaciones del lenguaje Logo en el tratamiento de niños discapacitados. El Ateneo. 1986
- Battro, AM; Denham, P. Discomunicaciones. Computación para niños sordos. El Ateneo. 1989
- La educación del talento excepcional. Fundación BA Houssay. Bs As. 1990
- Battro, AM; Denham, PJ. La educación digital. Emecé. Bs As. 1997
- Half a Brain is enough: The story of Nico. Cambridge. 2000
- Mettà cervello è abastanza: La neuroeducazione di un bambino senza emisfero destro. Erickson. Trento. 2002
- Un demi-cerveau suffit. Odile Jacob. París. 2003
- Battro, AM; PJ Denham. Aprender hoy. Tres vols. Paper Editores. Bs As. 2003-2005
- Battro, AM; PJ Denham. 2007.  Hacia una Inteligencia Digital. ISBN 978-987-9145-18-0 [Archivo pdf 1,7 MB]

Publicou mais de 60 artigos em 5 idiomas.
É sócio de "Battro & Denham": consultoria internacional de instituições educativas e empresariais. 
Dedica-se à aplicação de tecnologias informáticas no desenvolvimento das capacidades neurocognitivas.